# El Bolsón
El Bolsón est une petite ville pittoresque de la province de Río Negro, en Argentine. Elle est située en Patagonie, dans le département de Bariloche, à l'extrême sud-ouest de la province, et dans un paysage de montagnes, de bois de conifères, de cours d'eau et de lacs.
Elle se trouve au pied du Cerro Piltriquitrón, dans une profonde vallée d'origine
glaciaire, orientée du nord au sud, et dont le fond parcouru par les Río Azul et Río Quemquemtreu est situé à seulement 337 mètres d'altitude.
Ses coordonnées sont 41° 56′ 24″ S, 71° 29′ 37″ O.

## Population
La population se montait à 13 560 habitants en 2001, ce qui représentait un accroissement de 35,8 % vis-à-vis de l'année 1991, où il n'y en avait que 9 987. Ce chiffre situe la ville à la dixième place des localités les plus peuplées de la province.
Le municipe d'El Bolsón atteignait en 2001 le chiffre de 15 537 habitants.